# Kernig-jel
A Kernig-jel vagy Kernig-tünet az agyhártyagyulladás diagnosztizálására alkalmas, könnyen kiváltható kóros reakció. Nevét Vlagyimir Mihajlovics Kernig balti német származású orosz neurológusról kapta.

## A vizsgálat
A Kernig-jel meglétét akkor vizsgálják, ha felmerül a gyanú, hogy a beteg agyhártyagyulladásban szenved. Az orvos a nyugalmi helyzetben hátán fekvő páciens combját a csípőízületnél derékszögben felhúzza, és ezzel egyidőben a térdízületet is kilencven fokban behajlítja, majd megkísérli kinyújtani a beteg lábát. A Kernig-jel pozitív, ha a végtag 135 fokon túli kinyújtása az izomzat merevsége miatt akadályba ütközik, és a beteg hátfájdalomról panaszkodik. A pozitív Kernig-jel valószínűsíti az agyhártyaizgalmat, agyhártyagyulladást.

## Élettani magyarázat
A Kernig-jel magyarázata a gyulladt agyhártyán keresztülhaladó motoros ideggyökök irritációja, amikor az ideggyökök mechanikus feszítésnek vannak kitéve.

## Története
Kernig, aki egy szentpétervári kórház orvosa volt, 1882-ben publikálta a később róla elnevezett szimptómáról szóló cikket. Az eredeti leírás szerint Kernig a beteget felültetve biztosította a csípőízület kilencven fokos behajlítását. Bár Kernig diagnosztikai módszerét széles körben használják, egy 2002-es vizsgálat szerint az eljárás nem ad megbízható eredményt.

## Kapcsolódó információk
- Rövid oktatófilm a Kernig-jel vizsgálatáról.